# Шермарбрінк (станція метро)
59°17′44″ пн. ш. 18°05′23″ сх. д. / 59.295638888889° пн. ш. 18.089805555556° сх. д.
«Шермарбрінк» (швед. Skärmarbrink) — станція Зеленої лінії Стокгольмського метрополітену, обслуговується потягами маршрутів Т17 та Т18.
Станція була відкрита 1 жовтня 1950, у складі черги Слюссен — Гекараньєн.  

Відстань від станції Слюссен 2,7 км.
Пасажирообіг станції в будень —	5,400 осіб (2019)

Розташування: на межі Гаммарбюгейден та Йоганнесгов, Седерорт, Стокгольм
Конструкція: відкрита наземна станція з двома острівними платформами на дузі.

## Опис
Станція, відкрита 1 жовтня 1950 року, під назвою Гаммарбю, у сучасну назву перейменовано 16 квітня 1958 року. 
16 квітня 1958 року було відкрито одностанційне розширення до Гаммарбюгойдена . 

Шермарбрінк сполучений із Гаммарбюдепон, депо/гараж для автобусів і поїздів метро, що розташовано на південь від станції.

## Операції
| Попередня станція        | Лінія | Лінія     | Лінія | Наступна станція           |
| ------------------------ | ----- | --------- | ----- | -------------------------- |
| Гулльмарсплан до Окесгов |       | Лінія T17 |       | Гаммарбюгейден до Скарпнек |
| Гулльмарсплан до Альвік  |       | Лінія T18 |       | Блосут до Фарста-странд    |